# Suchoj Log
Suchoj Log (rusky Сухой Лог) je město ve Sverdlovské oblasti v Ruské federaci. Při sčítání lidu v roce 2010 mělo přes čtyřiatřicet tisíc obyvatel.

## Poloha a doprava
Suchoj Log leží na západě Západosibiřské roviny na Pyšmě, pravém přítoku Tury v povodí Obu. Od Jekatěrinburgu, správního střediska oblasti, je vzdálen přibližně 110 kilometrů východně.
Přes město vede železniční trať z Bogdanoviče do Alapajevsku (a dále do Serova). Trať byla uvedena do provozu v roce 1918 a místní stanice se jmenuje Kunara podle řeky Kunary, která se do Pyšmy vlévá východně od města.

## Dějiny
Vesnice Suchoj Log (doslova suché údolí) vznikla začátkem osmnáctého století.
V roce 1847 byla v blízkosti objeveno ložisko uhlí, které které bylo ovšem vytěženo už v šedesátých letech. V roce 1879 byla ve městě postavena papírna a od roku 1913 probíhala výstavba cementárny, která ovšem zahájila výrobu až v roce 1930.